# Война на Ред-Ривере
Война на Ред-Ривере (Война на Красной Реке) (англ. Red River War) — военная кампания, проведённая армией США с целью изгнать племена команчей, кайова, южных шайеннов и южных арапахо из южной части Великих Равнин, где те совершали нападения на белых поселенцев и путешественников, а также навязать этим племенам земли в резервациях на Индейской территории. Эта война положила конец так называемым Техасско-индейским войнам (англ. Texas-Indian Wars). Стратегия войны была сформулирована генералитетом армии США, реализована Филипом Шериданом и Уильямом Шерманом. Потери обеих сторон были относительно невелики.

## Причины войны
В течение 1850-х годов белые поселенцы на западной границе США были втянуты в конфликт с местными индейскими племенами. Начало Гражданской войны в 1861 году привело к оттоку войск с западной границы. Договор, заключённый на ручье Медисин-Лодж-Крик в Канзасе в 1867 году, предусматривал создание двух резерваций в пределах Индейской территории — одной для команчей и кайова и одной для южных шайеннов и арапахо. В соответствии с упомянутым договором правительство должно было предоставить этим племенам возможность вести традиционное хозяйство, а также жильё, пищу и товары, в том числе огнестрельное оружие и орудия охоты. Взамен индейцы должны были прекратить нападения на поселенцев. 10 вождей подписали это соглашение, часть индейцев добровольно переселилась в резервации.
Однако коммерческая охота на бизонов велась в нарушение условий договора на Медисин-Лодж-Крике, а именно — охотники вторглись на территорию, принадлежавшую по этому договору индейцам. Кроме того, несколько групп племён, в том числе команчи-квахади под руководством Куаны Паркера, изначально отказались подписывать этот договор. Огромная южная популяция степного бизона была практически полностью уничтожена белыми в течение 4 лет — с 1874 по 1878. Исчезновение бизонов привело к тому, что жившие в резервациях индейцы стали зависеть от выдававшихся государством пайков.
Так как условия жизни индейцев продолжали ухудшаться, многие индейцы покинули резервации, объединились в вооружённые группы и вернулись на равнины западного Техаса. Среди индейцев шли разговоры о войне и об изгнании белых.

## Ход войны
В 1874 году среди команчей-квахади появился лидер, Исатаи (англ. Isa-tai; по разным данным имя означает «Падающий Койот» или «Зад Койота»). Он сделал всё возможное, чтобы поднять народ на войну с белыми. Планировалось атаковать и уничтожить лагерь охотников на бизонов Adobe Walls («Стены из глины»), Texas.
27 июня 1874 года 300 индейцев под командованием Исатаи и вождя команчей Куаны Паркера атаковали Эдоуб-Уоллс. Несмотря на численное превосходство нападавших, 28 охотников на бизонов, будучи хорошо вооружёнными (среди их оружия были достаточно дальнобойные винтовки) смогли удержать лагерь. Потерпев поражение при Эдоуб-Уоллс, многие индейцы рассеялись по равнинам северного Техаса. Для индейцев это повлекло за собой карательную операцию со стороны армии США, поражение и потерю возможности выходить за пределы резерваций.
Нападение на Эдоуб-Уоллс привело к полному изменению политики Вашингтона. Проводившаяся администрацией Гранта «политика мира» провалилась, армии было поручено навсегда подавить индейское сопротивление в южной части Великих Равнин. К концу августа 1874 армия США столкнулась с объединённым индейским войском (1800 шайеннов, 2000 команчей, 1000 индейцев кайова, в общей сложности около 1200 готовых к бою воинов).
В наступлении было задействовано 5 колонн, встретившихся в западном Техасе, а именно на притоках реки Ред-Ривер, в верхнем её течении — предполагалось, что индейцы находятся там. Стратегической целью армии было полное окружение этого района посредством блокирования всех возможных коридоров, через которые индейцы могли уйти. Планировалось вести все 5 колонн к одному центру, проводя непрерывное наступление и нанести индейцам решающее поражение.
Битва за Ред-Ривер, которая началась 28 сентября 1874 года, была решающей в войне на Южных равнинах. После нападения на лагерь кайова вождя Одинокого Волка, войска Маккензи столкнулись с огнем индейских воинов, стреляющих со высоты 800-1000 футов. Одновременно с этим, другая часть отряда сжигала индейские хижины и ломала их имущество.
В результате этой битвы многие индейцы, лишенные провизии на зиму и лошадей, решали вернуться в резервации. Битва также привела к захвату более 2000 лошадей, чтобы они не попали в руки индейцев. Постепенно армия США вытесняла оставшихся индейцев из региона Техас Панхендл и переселяла их в резервации, что по сути положило конец индейской войне на Южных равнинах.

### Окончания войны
В ходе войны на Ред-Ривере 1874 года на территории западного Техаса произошло около 20 сражений. Хорошо вооружённая армия США не давала индейцам передохнуть до тех пор, пока у тех не кончились силы.
Официально временем окончания войны на Ред-Ривере считается июнь 1875 года, когда Куана Паркер и возглавляемые им команчи-квахади капитулировали в Форт-Силле (англ. Fort Sill). Они были последней крупной кочевой группой индейцев юго-запада США.

## Итог
Конец этой войны обозначил окончательный разгром когда-то сильных племён команчей, кайова и южных шайеннов, а также — по причине практически полного исчезновения южной популяции степного бизона — начало заселения западного Техаса белыми скотоводами. Все команчи и кайова были поселены в резервации на юго-западе Индейской территории.

## В кино
- «Территория команчей» — режиссёр Джордж Шерман (США, 1950).
- «Команчи» — режиссёр Джордж Шерман (США, 1956).
- «Чёрный лис» — режиссёр Стивен Стерн (США, 1995).
- «Настоящие женщины» — режиссёр Карен Артур (США, 1997).
- «Луна команчей» — режиссёр Саймон Уинсер (США, 2008).
- «Одинокий рейнджер» — режиссёр Гор Вербински (США, 2013).